# Sistema carcerário no Brasil

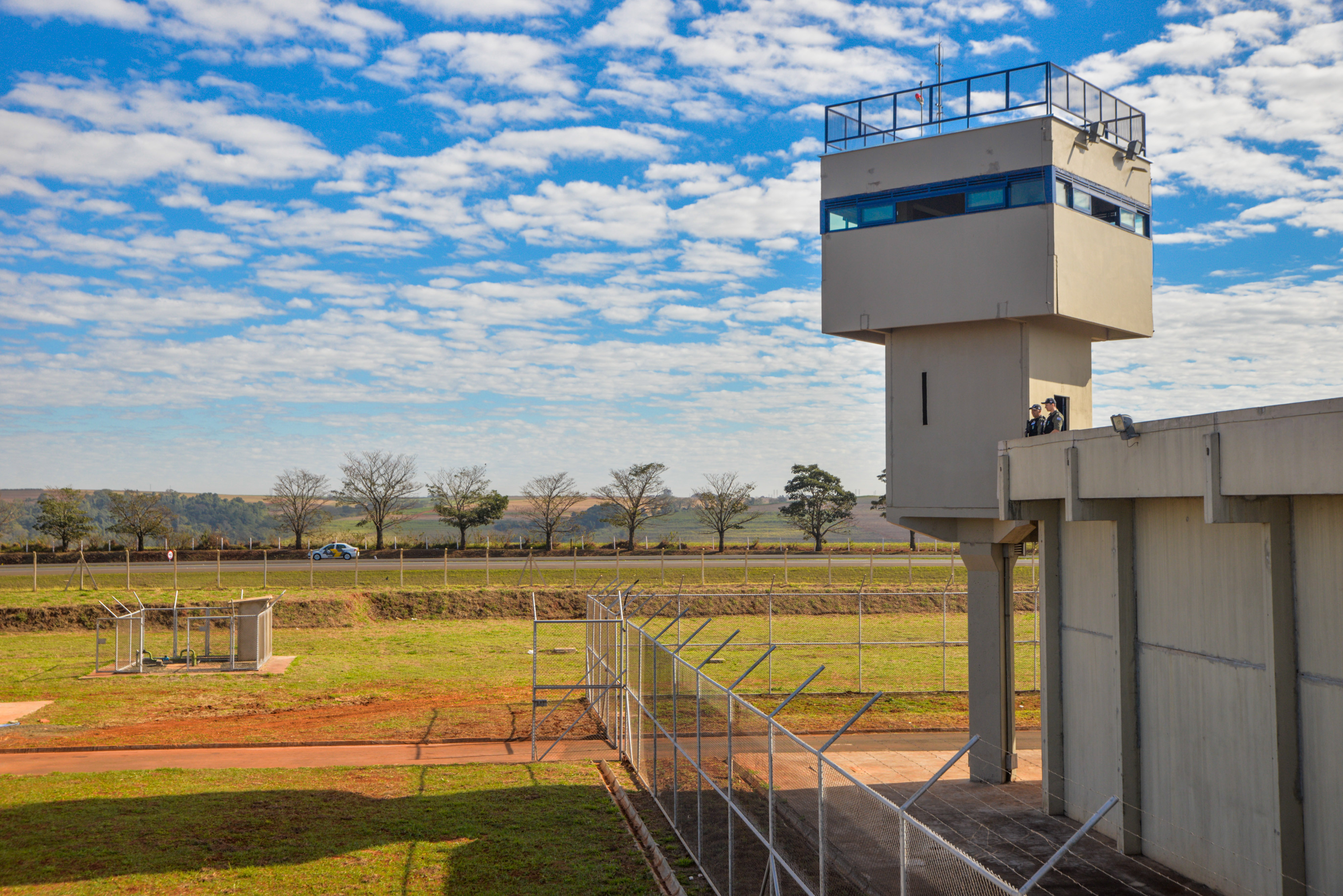
Centro de Detenção Provisória "Nelson Furlan" em Piracicaba, São Paulo.

O sistema carcerário no Brasil é conhecido especialmente por suas deficiências, por exemplo, a insalubridade e superlotação das celas, fatores que auxiliam na proliferação de epidemias e ao contágio de doenças, dentre elas o HIV, uma vez que estima-se que cerca de 20% dos presos  brasileiros sejam portadores da doença. O sistema carcereiro brasileiro tem sido apontado por especialistas como o responsável pela criação de criminosos no Brasil.
Em 2017 foi divulgado que o Brasil gasta cerca de 20 bilhões de reais por ano para manter os detentos nos sistemas prisionais. No primeiro semestre de 2020, por exemplo, apenas o sistema penitenciário paulista possuía cerca de 223 mil presos e 35 mil funcionários, que contava então com 176 penitenciárias e centros espalhados pelo Estado.

## Histórico
A criação da primeira prisão no Brasil é mencionada na Carta Régia, no dia 8 de julho de 1769, sendo chamada inicialmente de "Casa de Correção": 

## Unidades prisionais no Brasil
Dentre as principais unidades prisionais do país, constam:

### Cadeias e CDPs
- Cadeia Pública Raimundo Vidal Pessoa - em Manaus, no estado do Amazonas (desativada)
- Cadeia Pública de Natal - na capital do estado do Rio Grande do Norte
- Centro de Progressão Penitenciária Prof Noé Azevedo - em Bauro, estado de São Paulo

### Penitenciárias

#### Masculinas
- Instituto Penal Paulo Sarasate - em Aquiraz, estado do Ceará
- Penitenciária Agrícola Doutor Mário Negócio - em Mossoró, Rio Grande do Norte
- Penitenciária Agrícola de Monte Cristo - em Boa Vista, Roraima
- Penitenciária de Alcaçuz - em Nísia Floresta, no estado do Rio Grande do Norte
- Penitenciária Antônio Dutra Ladeira - em Ribeirão das Neves, Minas Gerais
- Penitenciária Coronel Odenir Guimarães - em Aparecida de Goiânia, no estado de Goiás
- Penitenciária Dênio Moreira de Carvalho - em Ipaba, estado de Minas Gerais
- Penitenciária Desembargador Francisco Pereira da Nóbrega -  em Caicó; conhecida como "Pereirão"
- Penitenciária Doutor José Augusto César Salgado - em  Tremembé, São Paulo
- Penitenciária Estadual de Arroio dos Ratos - em Arroio dos Ratos, no Rio Grande do Sul
- Penitenciária Estadual de Parnamirim - em Parnamirim, no Rio Grande do Norte
- Penitenciária Federal de Campo Grande - em Campo Grande, Mato Grosso do Sul
- Penitenciária Federal de Catanduvas - em Catanduvas, Paraná
- Penitenciária Federal de Mossoró - em Mossoró, Rio Grande do Norte
- Penitenciária Federal de Porto Velho - em Porto Velho, Rondônia
- Penitenciária Industrial Regional do Cariri - em Juazeiro do Norte, Ceará
- Penitenciária João Batista de Arruda Sampaio - em Itirapina, estado de São Paulo
- Penitenciária Padrão Romero Nóbrega - em Patos, na Paraíba
- Penitenciária de Segurança Máxima José Mário Alves da Silva - em Porto Velho, Rondônia, mais conhecida como "Urso Branco"
- Penitenciária de Segurança Máxima Romeu Gonçalves de Abrantes - em João Pessoa, no estado da Paraíba
- Penitenciária de Tupi Paulista - no interior do estado de São Paulo
- Presídio Central de Porto Alegre - na capital do estado do Rio Grande do Sul
- Conjunto Penal de Barreiras - em Barreiras, no oeste da Bahia.

#### Femininas
- Penitenciária Feminina Ana Maria do Couto May - em Cuiabá, no estado do Mato Grosso
- Penitenciária Feminina Bom Pastor - em Recife, no estado de Pernambuco
- Penitenciária Feminina Madre Pelletier - em Porto Alegre, Rio Grande do Sul
- Penitenciária Feminina de Florianópolis - na capital do estado de Santa Catarina

### Complexos penitenciários
- Complexo Penal João Chaves - em Natal, Rio Grande do Norte
- Complexo Penitenciário Anísio Jobim - em Manaus, no estado do Amazonas
- Complexo Penitenciário Campinas-Hortolândia - no interior do estado de São Paulo
- Complexo Penitenciário da Papuda - no Distrito Federal
- Complexo Penitenciário de Gericinó - na cidade do Rio de Janeiro
- Complexo Penitenciário de Maceió - na capital do estado de Alagoas
- Complexo Penitenciário de Pedrinhas - no Maranhão
- Complexo Penitenciário de Piraquara - em Piraquara, no estado do Paraná
- Complexo Penitenciário de Santa Izabel - no Pará
- Complexo Prisional do Curado - em Recife, no estado de Pernambuco; antigo presídio Professor Aníbal Bruno

### Hospitais de custódia
- Hospital de Custódia de Tremembé - em Tremembé, no estado de São Paulo
- Hospital de Custódia de Franco da Rocha - em Franco da Rocha, no estado de São Paulo
- Hospital De Custódia De Taubaté

### Unidades desativadas
- Complexo Penitenciário do Estado de São Paulo  - mais conhecida como Carandiru, na cidade de São Paulo
- Instituto Penal Cândido Mendes - principal unidade prisional da Ilha Grande; abriga hoje o Museu do Cárcere (MuCa)
- Prisões da Ilha Grande - em Angra dos Reis, no estado do Rio de Janeiro, local onde diversas unidades foram instaladas durante a Era Vargas, como o Instituto Penal Cândido Mendes e a Penitenciária do Lazareto
- Navio-prisão Raul Soares - em Santos, no estado de São Paulo
- Instituto Correcional da Ilha Anchieta - em Ubatuba, no estado de São Paulo

## Problemas e críticas

### Superlotação
Em maio 2008, a Rede Globo produziu e transmitiu uma série de reportagens no Jornal da Globo, mostrando as más condições dos presídios, o que levou a debates na época, sendo aberta uma CPI do sistema carcerário, mas nada mudou.
Em 2013, após um massacre no presídio do Maranhão, a Corte Interamericana de Direitos Humanos (CIDH), entidade da Organização dos Estados Americanos (OEA), condenou o Brasil pela morte de 41 presos e recomendou que o país adotasse medidas urgentes para diminuir a superlotação nos presídios do estado.
Em 2016, a Organização das Nações Unidas (ONU), através do Conselho de Direitos Humanos (UNHRC), publicou um relatório com diversas críticas sobre o sistema carcerário brasileiro, com algumas delas dizendo que os presos são mantidos de formas "cruéis, desumanas ou degradantes". Em 2017, o Brasil alcançou a terceira maior população carcerária do mundo, com prisões em estado de superlotação. Dados do Levantamento Nacional de Informações Penitenciárias (Infopen), apontavam que os presídios necessitavam de dobrar o número de vagas.
Em abril de 2020, mais de 70 instituições declaram apoio a um projeto do Conselho Nacional de Justiça (CNJ) para tentar reduzir a população carcerária brasileira.

### Presos sem condenação
Segundo o advogado criminalista Augusto de Arruda Botelho, um dos fundadores do Instituto Direito de Defesa (IDDD) e conselheiro da Human Rights Watch e da Ong Innocence Project Brasil:
| “ | O ponto número um é que o Brasil prende muito e prende mal. O ponto dois é que temos um número elevadíssimo de presos provisórios que são aqueles presos que não tiveram condenação. Cerca de 35% dos presos do sistema prisional é formada por pessoas que não foram condenadas ainda. (…) Qual a necessidade de deixar presas pessoas que ainda não foram condenadas? É preciso analisar caso a caso. Você também tem a questão de termos uma mentalidade punitivista grave no Brasil de achar que a resposta para o aumento da criminalidade se dá apenas por prisão e não por penas alternativas. (…) Essa é uma questão de mentalidade mesmo do legislador, da opinião pública e muitas vezes do sistema judiciário de que essa é a única solução. E não é. Existem soluções mais baratas e eficazes para combater e se punir crimes. | ” |

### Problemas para reabilitar os presos e erros judiciais
(...) O maior desafio do sistema carcerário é conseguir, além da punição, a ressocialização do detento (...) [Em casos de crimes hediondos] Temos que ter a visão clara de que a vítima é sempre a vítima e o agressor é e sempre será o agressor.— Juíza Débora Zanini, em entrevista para o Aventuras na História
Em setembro de 2019, o jornalismo investigativo do Profissão Repórter mostrou as dificuldades que ex-detentos e presos em liberdade condicional tem para voltar ao convívio com a sociedade, já que são negados empregos devido ao histórico prisional, tornando-se alvos atraentes para o retorno ao crime. Em outubro de 2019, o The Intercept teve acesso ao estudo da ONG Conectas, que tinha analisado mais de 2 mil casos judiciais na cidade de São Paulo. O estudo mostrou que o sistema de multas que é aplicado nos detentos diminui o número pessoas ricas encarceradas, porém, deixa os mais pobres com mais chances de ficar nas prisões.
Em 7 de agosto de 2019 o Profissão Repórter mostrou casos de pessoas que ficaram anos presas injustamente. Na série de reportagens "Os Olhos que Condenam no Brasil", transmitida na TV e no YouTube, o Jornal da Cultura apresentou mais casos do Brasil. Também foi lançada em 2019 a série documental "Em Nome da Justiça", de Ilana Casoy, no AXN que apresenta mais casos de presos injustamete. A série passou a ser exibida na RecordTV, em janeiro de 2020. Em 26 de julho de 2020, o Fantástico lançou o "Projeto Inocência", apresentando mais casos de pessoas condenadas injustamente.

### Aumento da criminalidade no Brasil
Segundo o pesquisador Bruno Paes Manso, doutor em Ciência Política e integrante do NEV, o encarceramento de pessoas em massa e a violência policial são responsáveis pela expansão das gangues criminosas no Brasil: 
Tudo isso que a gente vive hoje, essa situação que parece fora de controle, é um efeito desse erro de estratégia de políticas públicas. Não adianta só prisão, endurecimento de penas e polícia violenta nos bairros pobres. Isso produziu as gangues (...) Essa guerra produziu a frustração que alimentou o discurso das gangues nas prisões lotadas para arregimentar jovens com raiva, dispostos a bater de frente com o sistema que eles viam como violento, que os exterminava ou trancafiava nas prisões.
Em maio 2019, o Estado de S. Paulo criticou o tratamento dos diferentes governos dado ao sistema prisional brasileiro ao longo das décadas. 
A relação entre a precariedade do sistema prisional e os problemas de segurança pública no Brasil é clara e direta. Cadeias em que o crime organizado possui o controle são uma forma de recrutamento e treinamento de mão de obra para o crime organizado. Não é possível combater uma organização criminosa fora das cadeias sem acabar com o seu poder quase absoluto dentro do cárcere.
(…)
O sistema prisional brasileiro é um deserto de novas ideias e práticas inovadoras. Os diferentes governos insistem na mesma forma de pensar há décadas. A questão do trabalho do apenado é sempre colocada como uma das necessidades para se retirar os presos dos tentáculos do crime organizado.

### Ações contra jornalista após declarações sobre prisões
Em agosto de 2019, a jornalista Rachel Sheherazade postou um vídeo na sua conta no YouTube intitulado "Monstros contra monstros", no qual ela comenta a respeito do presídio onde ocorreu o Massacre em Altamira em 2019, no Pará, criticando o ministro da Justiça  Sergio Moro e o presidente  Jair Bolsonaro, os responsabilizando pela chacina que deixou 56 mortos, 16 por  decapitação. Foi apontado pela imprensa que o trecho "monstros" causou desgosto nos agentes.

O trecho do vídeo que baseia "monstros" é o seguinte: 
| “ | Todo mundo sabe. Cadeias são um antro de criminosos, e criminosos dos dois lados das celas, se é que vocês me entendem. Os nossos presídios são masmorras. São depósitos de gente. São criadouros de criminosos, detentos e não detentos. Se é que vocês me entendem. (…) Então não adianta fechar os olhos. Não adianta fazer de conta que não é com a gente. Que o problema não é nosso, porque é! Porque os presos de hoje serão os homens libertos de amanhã e se o Estado não ajudar a regenerar essa pessoas, pior para todos nós. (...) O ciclo da violência nunca será quebrado. E a brutalidade do presídio vai dar à luz a selvageria nas ruas que por sua vez vai gerar mais mortes, mais presos, mais violência. O Estado precisa ser melhor do que aqueles que aprisiona, mas se o policial, se o promotor, se o juiz, se o carcereiro forem tão brutos quanto o apenado, então não terá razão para existir o Estado. Então é a prova cabal de que nós falhamos no tal processo civilizatório. Voltaremos ao todos contra todos. Monstros contra monstros. E que vença o pior. | ” |

Imediatamente houve reação de um sindicato que representa os funcionários do sistema prisional do Estado de São Paulo, que foram até o SBT demonstrar seu repúdio às declarações da jornalista, anunciando também que iriam tomar as medidas necessárias para mover um processo judicial contra Rachel.
Por conta da controvérsia, Sheherazade foi afastada da edição do dia 9 de agosto de 2019 do SBT Brasil por  Silvio Santos. Um dia antes, Rachel Sheherazade suspendeu a conta do Twitter alegando "motivo de força maior." A jornalista publicou em uma rede social uma foto com o trecho da múscia "Cálice", de Chico Buarque lançada durante a Ditadura militar brasileira (1964-1985): "Afasta de mim esse: - Cale-se!"
Comentários nas redes sociais, repostados nos jornais Correio Braziliense e O Estado de S. Paulo, questionavam Silvio Santos, possível censura e se o motivo do afastamento teria sido por decisão política.